# ラマダン作戦
ラマダン作戦（ラマダンさくせん）は、イラン・イラク戦争中、フーゼスターン州を奪還したイラン軍によるイラク領に対する逆侵攻作戦である。

## 概要
1982年6月20日、フセイン大統領は10日間以内にイラク軍をイラン領内から完全に撤退させることを発表した。29日には完全撤退したこと（実際には完全ではなかった）をイラク国営放送で発表され、これによりフセインは停戦に持ち込もうとした。しかしラフサンジャーニーマジェリス議長はこれを欺瞞として糾弾、更に撤退は和平への一条件に過ぎず、他の条件が認められなければ成らないと、拒否の姿勢を示した。ホメイニー師も賠償金は力も以ってしてもとると発言、7月7日にはシーラーズィー大佐陸軍最高司令官は、ラマダーン間にイラクへの侵攻を実施する可能性を示唆した。
イラクは、国際連合安全保障理事会に開催を要請、7月12日同理事議会において、両軍の即時停戦、両軍の国境外からの撤退、国連監視団の派遣、以上3件を含む決議案が全会一致で採択された。しかし、イランはミール＝ホセイン・ムーサヴィー首相が本決議を拒否するとの声明を発表した。

## 戦闘
7月13日2130時、バスラ全面において砲撃を開始、作戦発起した。翌7月14日早朝、革命防衛隊（パスダラン）及びバスィージは前進を開始したがやがて攻撃は停滞した。
一方の国軍は、対ソ連戦に備えたホラーサーン駐屯の国軍最精鋭第77歩兵師団をも本作戦の為に転用し（つまり職業軍人を主体とする正規戦力が枯渇し始めていることでもある）万全の体制で攻撃を開始、国境から西25km付近のバグダード〜バスラ街道に進出、この間イラク軍1個旅団を撃破しハウイザ湿原のマジヌーン島北半分を占領した。これによりバスラを孤立化させた後これを攻略し、返す刀でバグダードへ進撃する目論見であった。

## 攻撃失敗
イラク軍は急速に体制を建て直し防御を強化した。もともと、イランの逆進攻に備えてシャッタルアラブ川から水を引き入れ水壕を複数本建設しており、堤防には鉄条網と地雷原を設置されていた。そこには厚さ2mの掩蔽壕で防護されたイラク軍がイラン軍を待ち構えており、戦車や火砲及び機関銃が効果的に射線界を確保できるように統制して配置され、いわゆるキルゾーンを形成していた。
7月15日2030時、このような態勢にあるイラク軍陣地に向けて革命防衛隊（パスダラン）は突撃を開始した。攻撃開始前、12歳から80歳の男子で構成された雑多なパスダラン兵はホメイニーの名代であるウラマー達からバラカ（唯一神の祝福）を受け士気は高まっていた。やがて時間となり、国軍第4及び第92機甲師団の戦車を先頭に前進を開始、イラン軍の突撃号令と同時にイラク陣地から照明弾が撃ち上げられ一斉に射撃が始まった。次々と先頭が倒されるなか、パスダラン兵達は地雷や鉄条網をものともせず、狂信的な突撃を実施した。しかし、大規模な夜襲は得てして失敗しやすく、やがて指揮統制も取れなくなったところで、夜明けが近づいてきた。
黎明とともにイラク軍のMi-24 ハインドによる航空攻撃も始まりイラン軍は壊乱した。
7月16日2100時、新着2個師団を投入、北側ザイード地区に攻撃実施するも企図を悟られ待ち伏せに合い失敗。
7月21日2030時、南側のシャラムチェ地区に迂回攻撃を実施するも失敗。
7月23日2200時、北側ザイード地区に迂回攻撃を実施するも失敗。
7月28日2100時、南側のシャラムチェ地区に迂回攻撃を実施するも失敗。
一連の攻撃の失敗により戦死27,000人、戦車300輌を喪失、以後暫くの間イラン軍は実数1個旅団程度の戦車しか運用できなくなった。8月5日、レザイー革命防衛隊総司令官は記者会見にて作戦目標の40％を達成したと述べた。実質的な敗北宣言であった。
8月22日夜間には、シーア派バスラ住人に対して蜂起を促す心理戦を実施するも、効果は無かった。

## その後
この戦いで、イランは職業軍人や戦車・装甲車を多数を失い、高度に統制された作戦が暫くの間取れなくなり、以後は革命防衛隊による狂信的波状攻撃が攻撃の主体となる。
一方のイラク軍は、士気こそ概ね回復したものの、一部では狂信的波状攻撃に恐怖する兵士も出始め、この戦いにおいて化学兵器（マスタードガス）を使用し、各国から非難を浴びるようになる。しかし、この戦い以降あらゆる局面において（対イラン戦、対クルド人反乱）散発的に使用されるのであった。
イラク側はこれ以降も停戦の呼びかけを行う事となるが、戦争は泥沼化するのであった。